# Жозе Альдо
Жозе Альдо да Сільва Олівьєра Жуніор (порт. José Aldo da Silva Oliveira Junior; *9 вересня 1986, Манаус, Бразилія) — бразильський спортсмен, професійний боєць змішаних бойових мистецтв. Альдо був четвертим і останнім чемпіоном WBC в напівлегкій вазі і таким чином став першим чемпіоном UFC у напівлегкій вазі після об'єднання UFC і WEC. До 12 грудня 2015 року Альдо був № 1 в списку найкращих бійців незалежно від вагової категорії в офіційному рейтингу UFC. Також він визнаний № 1 серед всіх бійців в напівлегкій вазі за версією Sherdog.